# Dina Nayeri
Dina Nayeri (geboren  1979 in Isfahan) ist eine iranisch-US-amerikanische Schriftstellerin.

## Leben
Dina Nayeri wurde 1979 als Tochter eines Zahnarztes und einer Ärztin geboren und wuchs in Isfahan auf. Sie floh 1988 mit ihrer Mutter und ihrem Bruder aus dem Iran, ihr Vater blieb dort.  Sie lebte als Asylantin in Dubai und in Rom und kam 1990 in die USA nach Oklahoma. 1994 erhielt sie die US-amerikanische Staatsbürgerschaft.
Nayeri studierte an der Princeton University (B.A. 2001) und  an der Harvard University (MBA). Sie erwarb einen MFA beim Iowa Writers’ Workshop. Nayeri  arbeitete danach als Consultant für McKinsey und für Saks Fifth Avenue. Sie heiratete 2003 den aus Frankreich stammenden Philip Viergutz, sie haben eine Tochter, die Ehe ist geschieden. Sie arbeitete eine Zeit lang in Amsterdam und wohnt seit 2015 in London.
Ihre Kurzgeschichten und Essays wurden unter anderem in The New York Times, Los Angeles Times, The New Yorker, Granta und dem Wall Street Journal gedruckt. The Guardian veröffentlichte 2017 ihren Essay The Ungrateful Refugee. Sie erhielt mehrfach Stipendien und Auszeichnungen, darunter 2018 den Paul Engle Prize. 2020 wurde sie für ihr Buch Der undankbare Flüchtling mit dem Geschwister-Scholl-Preis ausgezeichnet. In der Begründung hieß es: „Die eigene Biographie verbindet Dina Nayeri mit anderen Fluchtgeschichten unserer Zeit. Sie berichtet – einfühlsam und eindringlich – von Menschen, die vor Verfolgung, Kriegen und Bürgerkriegen fliehen, in der Hoffnung auf ein Leben in Frieden und Freiheit. In diesem Sinn gibt ihr Buch dem verantwortlichen Gegenwartsbewusstsein wichtige Impulse und fördert moralischen wie auch intellektuellen Mut.“

## Werke (Auswahl)
- A Teaspoon of Earth and Sea. Riverhead Books, New York 2013, ISBN 978-1-59463-232-7
  - Ein Teelöffel Land und Meer. Roman. Übersetzung Ulrike Wasel, Klaus Timmermann. Mare, Hamburg 2013, ISBN 978-3-86648-013-1
- Refuge. Riverhead Books, New York 2017, ISBN 978-1-59448-705-7
  - Drei sind ein Dorf. Roman. Übersetzung Ulrike Wasel, Klaus Timmermann. Mare, Hamburg 2018, ISBN 978-3-86648-286-9
- The Ungrateful Refugee. Waterstones, London 2019
  - Der undankbare Flüchtling. Übersetzung Yamin von Rauch, Kein & Aber, Zürich 2020, ISBN 978-3-0369-5822-4

- Who gets believed? When the truth isn´t enough. Random House 2023
  - Wem geglaubt wird. Warum die Wahrheit nicht genug ist. Übersetzung Yamin von Rauch. Kein & Aber, Zürich 2023, ISBN 978-3-0369-5005-1